# Har Do Āb
Har Do Āb är en ort i Iran.   Den ligger i provinsen Gilan, i den norra delen av landet, 190 km nordväst om huvudstaden Teheran. Har Do Āb ligger 134 meter över havet och antalet invånare är 291.
Terrängen runt Har Do Āb är varierad. Runt Har Do Āb är det ganska tätbefolkat, med 134 invånare per kvadratkilometer. Närmaste större samhälle är Langarud, 14,6 km norr om Har Do Āb. Trakten runt Har Do Āb består till största delen av jordbruksmark.